# Moderatore supremo
A norma del diritto canonico (CIC, can. 622), il moderatore supremo (detto in passato generale) è il capo di un istituto di vita consacrata o di una società di vita apostolica che ha potestà su tutti i membri, le case e le province della congregazione.
Le costituzioni dei singoli istituti stabiliscono i requisiti, le modalità di elezione e il mandato dei rispettivi moderatori: generalmente vengono eletti dal capitolo generale al massimo per dodici anni (ma anche a vita, come per i gesuiti e i rosminiani), devono aver compiuto quarant'anni di età e almeno dieci di professione religiosa; hanno l'obbligo di risiedere presso la casa generalizia dell'istituto e hanno poteri simili a quelli dei vescovi (in caso di concilio ecumenico hanno voto deliberativo, ma non possono celebrare alcuni sacramenti come l'ordine e la cresima).
La figura del generale nasce al principio del XIII secolo insieme agli istituti centralizzati, quindi con gli ordini domenicano e francescano (i religiosi appartenenti a ordini più antichi, come i Benedettini, erano organizzati in case o monasteri autonomi).
I moderatori supremi possono assumere denominazioni diverse, a seconda dell'istituto che governano:
- superiore generale (ess. barnabiti, camilliani, redentoristi, Paolini, guanelliani)
- abate generale (ess. lateranensi, premostratensi, trappisti)
- ministro generale (ess. ordini francescani, trinitari)
- maestro generale (ess. domenicani, crocigeri, mercedari)
- priore generale (ess. carmelitani, serviti, fatebenefratelli, agostiniani)
- preposito generale (ess. chierici regolari minori, gesuiti, maristi, passionisti, rosminiani)
- rettore generale (ess. leonardini, pallottini)
- rettore maggiore (ess. salesiani, oblati di Maria Vergine)
- moderatore (ess. missionari del Preziosissimo Sangue).